# Dicranolasma thracium
Dicranolasma thracium is een hooiwagen uit de familie Dicranolasmatidae.